# Liste des joueurs du Limoges CSP
Joueurs du Cercle Saint-Pierre de Limoges puis du Limoges CSP Élite puis du Limoges CSP ayant au moins fait une apparition en match officiel avec l'équipe première depuis l'accession en Nationale 1 en 1978.
Il y a eu 338 joueurs depuis l'accession en N1 en 1978.
- Haut – A
- B
- C
- D
- E
- F
- G
- H
- I
- J
- K
- L
- M
- N
- O
- P
- Q
- R
- S
- T
- U
- V
- W
- X
- Y
- Z

## A
| Joueur               | Nationalité          | Poste     | Période                 | Club précèdent        | Club suivant                     | Titre(s) avec le club / évènements                                                        |
| -------------------- | -------------------- | --------- | ----------------------- | --------------------- | -------------------------------- | ----------------------------------------------------------------------------------------- |
| Alex Acker           | États-Unis           | Arrière   | 2013 - 2014             | ASVEL                 | Istanbul Büyükşehir Belediyespor | Champion de France pro A (2014) Élu MVP de la final pro A (2014)                          |
| Georgy Adams         | France               | Ailier    | 1993 - 1995             | Olympique d'Antibes   | Paris Basket Racing              | Champion de France Pro A (1994) Coupe de France (1994 et 1995)                            |
| Tommy Adams          | États-Unis           | Arrière   | 2010 - 2011             | Scafati Basket        | Asseco Prokom Gdynia             | -                                                                                         |
| Frédéric Adjiwanou   | France               | Intérieur | 1999 - 2000             | Formé au club         | Foothill College (en)            | Champion de France Pro A (2000) Coupe Korać (2000)                                        |
| Zaka Alao            | France               | Meneur    | 1999 - 2001 2003 - 2004 | Formé au club         | AS Golbey Épinal                 | Champion de France Pro A (2000) Champion de France Pro B (2001) Blessé entre 2001 et 2003 |
| Jerome Allen         | États-Unis           | Meneur    | 1997 - 1999             | Nuggets de Denver     | Ülker İstanbul                   | -                                                                                         |
| Ivan Almonte         | Rép. dominicaine     | Intérieur | 2007 - 2008             | San Cristóbal         | Nanterre 92                      | -                                                                                         |
| John Amaechi         | Angleterre           | Pivot     | 1998 - 1999             | Sheffield Sharks      | Magic d'Orlando                  | -                                                                                         |
| Pape-Philippe Amagou | France Côte d'Ivoire | Meneur    | 2014 - 2015             | Chorale Roanne Basket | Le Mans Sarthe Basket            | Champion de France Pro A (2015)                                                           |
| Frédéric Astier      | France               | Arrière   | 1989 - 1990             | -                     | Tarbes Gespe Bigorre             | -                                                                                         |
| Raphaël Auvinet      | France               | Arrière   | 2001 - 2003             | Formé au club         | Étoile sportive Prissé-Mâcon     | -                                                                                         |

## B
| Joueur                | Nationalité                   | Poste            | Période                             | Club précèdent                          | Club suivant                                               | Titre(s) avec le club / évènements |
| --------------------- | ----------------------------- | ---------------- | ----------------------------------- | --------------------------------------- | ---------------------------------------------------------- | --- |
| Zaïnoul Bah           | France Côte d'Ivoire          | Meneur           | 2002 - 2003                         | Formé au club                           | Orléans Loiret                                             | - |
| Cedrick Banks         | États-Unis                    | Arrière          | 2010 - 2011                         | Orléans Loiret                          | Orléans Loiret                                             | - |
| João Paulo Batista    | Brésil                        | Pivot            | 2014 - 2015                         | Le Mans Sarthe                          | Flamengo                                                   | Champion de France Pro A (2015) |
| Edin Bavčić           | Bosnie-Herzégovine            | Intérieur        | 2012                                | KAO Dramas                              | KAO Dramas                                                 | Contrat d'août à novembre |
| Timothée Bazille      | France                        | Intérieur        | 2017 - 2019                         | Centre fédéral                          | Saint-Quentin                                              | - |
| Ali Benamar           | France                        | Meneur           | 1990 - 1991                         | US Cognac                               | ASVEL                                                      | - |
| Aymeric Benchimol     | France                        | Arrière          | 2005 - 2006                         | US Colomiers                            | Toulouse                                                   | - |
| Travarus Bennett (en) | États-Unis                    | Ailier           | 2010                                | ASMB Le Puy Haute-Loire                 | AS de Monaco                                               | A disputé un match. Fin de contrat en mars 2010 |
| Roberto Bergersen     | États-Unis                    | Ailier           | 2002                                | Olimpia Milan                           | JDA Dijon                                                  | - |
| Curtis Berry          | États-Unis                    | Ailier           | 1984 - 1985                         | Lancaster Lightning                     | Mens Sana Basket                                           | Coupe de la Fédération (1985) Champion de France N1A (1985) |
| Gregor Beugnot        | France                        | Meneur           | 1984 - 1989                         | Le Mans Sarthe Basket                   | Paris Basket Racing                                        | Champion de France Pro A (1985, 1988 et 1989) Tournoi des AS (1988) Coupe de la Fédération (1988) Coupe d'Europe des vainqueurs (1988)                               |
| Ralph Biggs           | États-Unis Belgique           | Ailier           | 2010 - 2011                         | Krasnye Krylia                          | Telenet Giants Antwerp                                     | Sous contrat à partir du 4 novembre 2010 Contrat terminé le 16 février 2011                                                                                          |
| Jim Bilba             | France                        | Intérieur        | 1992 - 1996                         | Cholet Basket                           | ASVEL                                                      | Champion de France Pro A (1993 et 1994) Champion d'Europe (1993) Coupe de France (1994 et 1995)                                                                      |
| Richard Billet        | France                        | Arrière          | 1978 - 1982                         | Formé au club                           | ASPTT Limoges                                              | Coupe de la Fédération (1982) Coupe Korać (1982) Il est le seul à avoir connu le CSP de l'excellence régionale à la monté en N1.                                     |
| Erroyl Bing           | États-Unis                    | Pivot            | 2005 - 2006                         | Mattersburg 49ers                       | Goes Montevideo (en)                                       | - |
| Pascal Biojout        | France                        | Meneur           | 1978 - 1981                         | Formé au club                           | Réserve du club                                            | - |
| Claude Bolotny        | France                        | Arrière          | 1978 - 1979                         | Saint Charles Basket                    | ASPTT Limoges                                              | - |
| Yann Bonato           | France                        | Ailier           | 1995 - 1997 1999 - 2000 2003 - 2004 | PSG Racing Pallacanestro Reggiana ASVEL | Scavolini Pesaro ASVEL Retraite à cause d'une mononucléose | MVP Français (1997) Coupe Korać (2000) Champion de France pro A (2000) Coupe de France (2000)                                                                        |
| Goran Bošković        | Yougoslavie                   | Arrière          | 2002 - 2003                         | SLUC Nancy Basket                       | BK Ventspils                                               | - |
| Christophe Botton     | France                        | Arrière          | 1991 - 1994                         | Formé au club                           | ?                                                          | Champion de France Pro A (1993 et 1994) |
| Mourad Boughedir      | Algérie France                | Intérieur        | 2004 - 2005                         | GET Vosges                              | Besançon Basket Comté Doubs                                | - |
| Nobel Boungou Colo    | France Rep. du Congo          | Ailier           | 2011 - 2016                         | Le Mans Sarthe Basket                   | BC Khimki Moscou                                           | Champion de France Pro B (2012) Match des Champions (2012) Champion de France Pro A (2014 et 2015) MVP du All-Star Game LNB 2013                                     |
| Axel Bouteille        | France                        | Arrière / Ailier | 2017 - 2019                         | Élan sportif chalonnais                 | CDB Bilbao Berri                                           | - |
| Jerry Boutsiele       | France                        | Pivot            | 2017 - 2021                         | Cholet Basket                           | -                                                          | - |
| Donnie Boyce          | États-Unis                    | Ailier           | 1998 - 1999                         | Sun Kings de Yakima                     | Pico FC                                                    | - |
| Steffon Bradford      | États-Unis                    | Intérieur        | 2009                                | Maccabi Givat Shmuel                    | JDA Dijon                                                  | Signe pour les Play-Off le 14 mai 2009 |
| Kevin Braswell        | États-Unis                    | Meneur           | 2010                                | New Zealand Breakers                    | New Zealand Breakers                                       | Contrat à partir de février |
| Jon Brockman          | États-Unis                    | Intérieur        | 2012 - 2013                         | Bucks de Milwaukee                      | Élan sportif chalonnais                                    | - |
| Michael Brooks        | États-Unis                    | Intérieur        | 1988 - 1992                         | Patroons d'Albany                       | Levallois Sporting Club                                    | Champion de France de N 1A (1989 et 1990) Tournoi des As (1990) MVP étranger du championnat de France (1991 et 1992)                                                 |
| George Brosterhous    | France                        | Intérieur        | 1983 - 1986                         | AS Monaco                               | Nice BC                                                    | Champion de France (1984 et 1985) Coupe de la Fédération (1985) |
| J. R. Bremer          | États-Unis Bosnie-Herzégovine | Meneur           | 2016 - 2017                         | Konyaspor Kulübü                        | ?                                                          | - |
| Marcus Brown          | États-Unis                    | Arrière          | 1999 - 2000                         | Pistons de Détroit                      | Benetton Trévise                                           | Champion de France (2000) Coupe de France (2000) Coupe Korać (2000)                                                                                                  |
| Raymond Brown         | États-Unis                    | Pivot            | 1995                                | Cáceres Club Baloncesto                 | Joventut Badalona                                          | Il se blesse en novembre 1995 sans pouvoir jouer le reste de la saison                                                                                               |
| Jermaine Bucknor      | Canada                        | Ailier           | 2006 - 2007                         | Richmond Spiders (en)                   | Polpak Świecie                                             | - |
| William Buford        | États-Unis                    | Arrière          | 2016 - 2017                         | Walter Tigers Tübingen                  | BCM Gravelines                                             | - |
| Byron Burnett         | États-Unis                    | Intérieur        | 2006                                | Rapid Bucarest                          | Kebekwa de Laval                                           | Actid du 17 novembre à 18 décembre 2006 Signe comme joker - médical                                                                                                  |
| Franck Butter         | France                        | Pivot            | 1984 - 1985 1991 - 1995             | AS Varennes-sur-Seine Mulhouse BC       | Pau-Orthez Montpellier Paillade                            | Champion de France espoir (1984 et 1985) Champion de France (1984, 1985, 1993 et 1994) Coupe de la Fédération (1985) Coupe de France (1994) Champion d’Europe (1993) |

## C
- Haut – A
- B
- C
- D
- E
- F
- G
- H
- I
- J
- K
- L
- M
- N
- O
- P
- Q
- R
- S
- T
- U
- V
- W
- X
- Y
- Z

| Joueur                 | Nationalité     | Poste     | Période     | Club précèdent              | Club suivant               | Titre(s) avec le club / évènements                                                                                                |
| ---------------------- | --------------- | --------- | ----------- | --------------------------- | -------------------------- | --- |
| Ousmane Camara         | France          | Pivot     | 2014 - 2017 | BCM Gravelines              | Élan sportif chalonnais    | Champion de France (2015) |
| Josh Carter            | États-Unis      | Ailier    | 2017 - 2018 | Dinamo Basket Sassari       | ?                          | - |
| Thomas Celerier        | France          | Arrière   | 2010 - 2011 | Centre fédéral              | -                          | - |
| Rony Coco              | France          | Arrière   | 1997 - 1998 | Montpellier Paillade        | Golbey Épinal Thaon Vosges | - |
| Don Collins            | États-Unis      | Ailier    | 1987 - 1991 | Bucks de Milwaukee          | Stade Rochelais Rupella    | Champion de France de N1A (1988, 1989 et 1990) Vainqueur du Tournoi des As (1988 et 1990) Vainqueur de la Coupe des Coupes (1990) |
| Jimmy Colonette        | France          | Pivot     | 2005 - 2006 | Formé au club               | ?                          | - |
| Jean-Jacques Conceição | Angola Portugal | Intérieur | 1996 - 1998 | Benfica Lisbonne            | Unicaja Málaga             | Quitte le club en décembre 1998                                                                                                   |
| Brian Conklin          | États-Unis      | Ailier    | 2017 - 2018 | Nanterre 92                 | Illawarra Hawks            | Capitaine de l'équipe 2017-2018                                                                                                   |
| Thomas Cornely         | France          | Arrière   | 2011 - 2012 | Formé au club               | ES Ormes                   | Champion de France Pro B (2012)                                                                                                   |
| Tony Costner           | États-Unis      | Pivot     | 1991 - 1992 | Spirit de Philadelphie (en) | Spirit de Philadelphie     | - |
| Samuel Couhault        | France          | Meneur    | 2005 - 2006 | Formé au club               | Équipe régionale           | - |
| Baptiste Cransac       | France          | Arrière   | 2001 - 2005 | Formé au club               | Golbey Épinal Thaon Vosges | - |
| Bruno Croix            | France          | Pivot     | 1994 - 1995 | Olympique d'Antibes         | Paris                      | - |
| Randy Culpepper        | États-Unis      | Meneur    | 2015        | BC Krasny Oktyabr (en)      | Beşiktaş JK                | Présent du 26 juillet au 6 décembre                                                                                               |
| Gaylor Curier          | France          | Arrière   | 2012 - 2014 | Élan béarnais               | Angers                     | Champion de France Pro A (2014)                                                                                                   |
| Aldo Curti             | France Cameroun | Meneur    | 2011 - 2012 | Orléans Loiret Basket       | Gravelines Dunkerque       | Champion de France pro B (2012)                                                                                                   |
| Dwayne Curtis          | États-Unis      | Pivot     | 2011        | CE Lleida Basquetbol        | JA Vichy                   | - |

## D
| Joueur               | Nationalité          | Poste     | Période                 | Club précèdent          | Club suivant               | Titre(s) avec le club / évènements |
| -------------------- | -------------------- | --------- | ----------------------- | ----------------------- | -------------------------- | --- |
| Xane d'Almeida       | France Sénégal       | Meneur    | 2008 - 2009 2010 - 2011 | Élan béarnais JDA Dijon | JDA Dijon Tarbes-Lourdes   | - |
| Nikola Dačević       | Yougoslavie          | Ailier    | 1997 - 1999             | OKK Belgrade            | AS Bondy 93                | - |
| Richard Dacoury      | France               | Arrière   | 1978 - 1996             | CRO Lyon                | Paris Basket Racing        | Voir les détails du palmarès dans l'article dédié au joueur                                                                                        |
| Ervine Dadie         | France               | Ailier    | 2009 - 2010             | AS Panazol (NM3)        | Limoges (CSP N3)           | - |
| Ken Dancy            | France États-Unis    | Ailier    | 1988 - 1991             | Tours BC                | Montpellier Paillade       | Champion de France de N 1A (1989 et 1990) Vainqueur du Tournoi des As (1990)                                                                       |
| Grégory Daniel       | France               | Arrière   | 2004 - 2006             | Formé au club           | ?                          | - |
| Lloyd Daniels        | États-Unis           | Arrière   | 1994 - 1995             | Lakers de Los Angeles   | Victoria Libertas Pesaro   | - |
| Will Daniels         | États-Unis           | Intérieur | 2015 - 2016             | Mets de Guaynabo (en)   | -                          | - |
| Brent Darby          | États-Unis           | Meneur    | 2009 - 2010             | Juvecaserta             | Reyer Venise               | - |
| Mike Davis           | États-Unis           | Pivot     | 1985 - 1986             | FC Barcelone            | Pallalcesto Amatori Udine  | - |
| Francisco De Miranda | Pays-Bas             | Intérieur | 2001                    | George Washington NCAA  | Rueil Pro                  | Champion de France de ProB (2001) |
| Jean-Luc Deganis     | France               | Intérieur | 1979 - 1983             | Racing Paris            | Stade français             | Champion de France de N1a (1983) Vainqueur du Tournoi des As (1991) Coupe de la Fédération (1982, 1983) Vainqueur de la Coupe Korać (1982 et 1983) |
| Camille Delhorbe     | France               | Arrière   | 2005 - 2006             | JSA Bordeaux            | Saint-Vallier Basket Drôme | - |
| Valéry Demory        | France               | Meneur    | 1989 - 1991             | Cholet Basket           | Élan bearnais Pau-Orthez   | Champion de France NA1 (1990) Vainqueur du tournoi des AS (1990)                                                                                   |
| Varnie Dennis        | États-Unis           | Intérieur | 2006 - 2007             | -                       | -                          | - |
| Raphaël Desroses     | France               | Ailier    | 2009 - 2012             | -                       | -                          | - |
| Stéphane Deyghers    | France               | Pivot     | 1989 - 1990             | -                       | -                          | - |
| Dramane Diarra       | France               | Intérieur | 2000 - 2001             | -                       | -                          | - |
| Yakhouba Diawara     | France               | Ailier    | 2015 - 2016             | Pallacanestro Varèse    | Juvecaserta                | - |
| Drissa Dié           | France Côte d'Ivoire | Intérieur | 1983 - 1986             | -                       | -                          | - |
| Charles-Henri Dieng  | Sénégal              | Arrière   | 2004 - 2005             | -                       | -                          | - |
| Amadou Dioum         | France Côte d'Ivoire | Ailier    | 2006 - 2007             | -                       | -                          | - |
| Malik Dixon          | États-Unis           | Meneur    | 2000 - 2001             | -                       | -                          | - |
| Didier Dobbels       | France               | Arrière   | 1982 - 1984             | -                       | -                          | - |
| Mathieu Donnard      | France               | Intérieur | 2001 - 2002             | -                       | -                          | - |
| Leon Douglas         | États-Unis           | Pivot     | 1983 - 1984             | -                       | -                          | - |
| Sekou Doumbouya      | Guinée France        | Ailier    | 2018 - 2019             | Poitiers Basket 86      | Pistons de Détroit         | Draft NBA : 15e position |
| Mike Doyle           | États-Unis           | Arrière   | 1997                    | -                       | -                          | - |
| Stanley Dubois       | France               | Meneur    | 2010 - 2011             | -                       | -                          | - |
| Fabien Dubos         | France               | Intérieur | 2006 - 2007             | -                       | -                          | - |
| Christophe Dumas     | France               | Arrière   | 1996 - 1997 2000 - 2002 | -                       | -                          | - |
| Stéphane Dumas       | France               | Meneur    | 1997 - 2000             | -                       | -                          | - |
| Spencer Dunkley      | Angleterre           | Pivot     | 1996 - 1997             | -                       | -                          | - |
| Romain Duport        | France               | Pivot     | 2016 - 2017             | -                       | -                          | - |
| Jean-Marc Dupraz     | France               | Arrière   | 1992 - 1993             | -                       | -                          | - |
| Lucas Durand         | France               | Arrière   | 2006 - 2011             | -                       | -                          | - |

## E
- Haut – A
- B
- C
- D
- E
- F
- G
- H
- I
- J
- K
- L
- M
- N
- O
- P
- Q
- R
- S
- T
- U
- V
- W
- X
- Y
- Z

| Joueur              | Nationalité     | Poste     | Période     | Club précèdent | Club suivant | Titre(s) avec le club / évènements |
| ------------------- | --------------- | --------- | ----------- | -------------- | ------------ | ---------------------------------- |
| Ndudi Ebi           | Nigeria         | Pivot     | 2011        | -              | -            | -                                  |
| JK Edwards          | États-Unis      | Intérieur | 2013 - 2014 | -              | -            | -                                  |
| Scott Emerson       | États-Unis      | Intérieur | 2008 - 2009 | -              | -            | -                                  |
| A. J. English       | États-Unis      | Meneur    | 2017        | -              | -            | -                                  |
| Valentin Estienne   | France          | Arrière   | 2013 - 2015 | -              | -            | -                                  |
| Jean-François Evert | France          | Arrière   | 1986 - 1987 | -              | -            | -                                  |
| Vasco Evtimov       | France Bulgarie | Pivot     | 2012 - 2013 | -              | -            | -                                  |

## F
| Joueur          | Nationalité    | Poste     | Période                 | Club précèdent | Club suivant | Titre(s) avec le club / évènements |
| --------------- | -------------- | --------- | ----------------------- | -------------- | ------------ | ---------------------------------- |
| C. J. Fair      | États-Unis     | Intérieur | 2016 - 2017             | -              | -            | -                                  |
| Vincent Fauché  | France         | Meneur    | 2015 - 2017             | -              | -            | -                                  |
| Appolo Faye     | France Sénégal | Pivot     | 1977 - 1985             | -              | -            | -                                  |
| Darren Fenn     | États-Unis     | Intérieur | 2001 - 2002             | -              | -            | -                                  |
| Vern Fleming    | États-Unis     | Meneur    | 1996 - 1997             | -              | -            | -                                  |
| John Ford       | États-Unis     | Pivot     | 2009 - 2010             | -              | -            | -                                  |
| Alain Forestier | France         | Arrière   | 1986 - 1988             | -              | -            | -                                  |
| Frédéric Forte  | France         | Meneur    | 1988 - 1989 1991 - 1997 | -              | -            | -                                  |
| John Fox        | États-Unis     | Pivot     | 1991 - 1992             | -              | -            | -                                  |
| David Frigout   | France         | Pivot     | 1998 - 2000             | -              | -            | -                                  |

## G
- Haut – A
- B
- C
- D
- E
- F
- G
- H
- I
- J
- K
- L
- M
- N
- O
- P
- Q
- R
- S
- T
- U
- V
- W
- X
- Y
- Z

| Joueur             | Nationalité         | Poste     | Période     | Club précèdent | Club suivant | Titre(s) avec le club / évènements |
| ------------------ | ------------------- | --------- | ----------- | -------------- | ------------ | ---------------------------------- |
| Olivier Garry      | France              | Arrière   | 1983 - 1984 | -              | -            | -                                  |
| Matt Gatens        | France              | Arrière   | 2015 - 2016 | -              | -            | -                                  |
| Mickaël Gelabale   | France              | Ailier    | 2015        | -              | -            | -                                  |
| Raphaël Ghewy      | France              | Pivot     | 1990 - 1991 | -              | -            | -                                  |
| Kelvin Gibbs       | États-Unis          | Intérieur | 2003 - 2004 | -              | -            | -                                  |
| Danny Gipson       | États-Unis Cameroun | Meneur    | 2017 - 2018 | -              | -            | -                                  |
| Teddy Gipson       | États-Unis          | Meneur    | 2013        | -              | -            | -                                  |
| Gerald Glass       | États-Unis          | Ailier    | 1996 - 1997 | -              | -            | -                                  |
| Joseph Gomis       | France              | Meneur    | 2011 - 2014 | -              | -            | -                                  |
| Grant Gondrezick   | Grèce               | Arrière   | 1997 - 1998 | -              | -            | -                                  |
| Nicolas Gonzales   | France              | Arrière   | 2004 - 2005 | -              | -            | -                                  |
| Olivier Gouez      | France              | Pivot     | 2006 - 2008 | -              | -            | -                                  |
| Taurean Green      | États-Unis          | Meneur    | 2013 - 2014 | -              | -            | -                                  |
| Sylvain Grzanka    | France              | Meneur    | 1980 - 1981 | -              | -            | -                                  |
| Christophe Guillon | France              | Intérieur | 1995 - 1997 | -              | -            | -                                  |
| R. T. Guinn        | États-Unis          | Intérieur | 2010 - 2011 | -              | -            | -                                  |
| Frédéric Guinot    | France              | Intérieur | 1987 - 1989 | -              | -            | -                                  |

## H
| Joueur             | Nationalité              | Poste     | Période                 | Club précèdent    | Club suivant                | Titre(s) avec le club / évènements |
| ------------------ | ------------------------ | --------- | ----------------------- | ----------------- | --------------------------- | ---------------------------------- |
| Gregor Hafnar      | Slovénie                 | Arrière   | 2003 - 2004             | -                 | -                           | -                                  |
| Bruno Hamm         | France                   | Meneur    | 1999 - 2000             | -                 | -                           | -                                  |
| Clifford Hammonds  | États-Unis               | Meneur    | 2016                    | -                 | -                           | -                                  |
| Olivier Hanquiez   | France                   | Intérieur | 1984 - 1986             | -                 | -                           | -                                  |
| Dwight Hardy       | Rep. du Congo États-Unis | Arrière   | 2018 - 2019             | Galatasaray SK    | Bahçeşehir Koleji S.K. (en) | -                                  |
| Adam Harrington    | États-Unis               | Arrière   | 2008 - 2009             | -                 | -                           | -                                  |
| Mickaël Hay        | France                   | Meneur    | 2001 - 2002             | -                 | -                           | -                                  |
| DeRon Hayes        | États-Unis               | Ailier    | 2007                    | -                 | -                           | -                                  |
| Kenny Hayes        | États-Unis               | Meneur    | 2017 - 2018             | -                 | -                           | -                                  |
| Terrence Herbert   | États-Unis               | Intérieur | 2000                    | -                 | -                           | -                                  |
| Frédéric Hermelin  | France                   | Arrière   | 1990 - 1991 1993 - 1994 | -                 | -                           | -                                  |
| Darnell Hinson     | États-Unis               | Meneur    | 2009                    | -                 | -                           | -                                  |
| Valère Hounhanou   | France                   | Meneur    | 2005 - 2006             | -                 | -                           | -                                  |
| William Howard     | France                   | Ailier    | 2017 - 2019             | Hyères Toulon Var | Jazz de l'Utah              | -                                  |
| Jonathan Hoyaux    | France                   | Arrière   | 2011 - 2012             | -                 | -                           | -                                  |
| Jean-Luc Hribersek | France                   | Arrière   | 1986 - 1988             | -                 | -                           | -                                  |
| Christophe Humbert | France                   | Intérieur | 2008 - 2009             | -                 | -                           | -                                  |
| Arnaud Hyenne      | France                   | Arrière   | 1990 - 1991             | -                 | -                           | -                                  |

## I
- Haut – A
- B
- C
- D
- E
- F
- G
- H
- I
- J
- K
- L
- M
- N
- O
- P
- Q
- R
- S
- T
- U
- V
- W
- X
- Y
- Z

| Joueur         | Nationalité | Poste  | Période     | Club précèdent | Club suivant   | Titre(s) avec le club / évènements |
| -------------- | ----------- | ------ | ----------- | -------------- | -------------- | ---------------------------------- |
| Yassin Idbihi  | Allemagne   | Pivot  | 2008 - 2009 | -              | -              | -                                  |
| Damien Inglis  | France      | Ailier | 2018 - 2019 | SIG Strasbourg | SIG Strasbourg | -                                  |
| Duško Ivanović | Yougoslavie | Meneur | 1992 - 1993 | -              | -              | -                                  |
| Duško Ivaz     | Yougoslavie | Pivot  | 2001        | -              | -              | -                                  |

## J
| Joueur             | Nationalité | Poste     | Période     | Club précèdent | Club suivant | Titre(s) avec le club / évènements |
| ------------------ | ----------- | --------- | ----------- | -------------- | ------------ | ---------------------------------- |
| Jacob Jaacks       | États-Unis  | Intérieur | 2000-2001   | -              | -            | -                                  |
| Davont Jackson     | États-Unis  | Arrière   | 2005        | -              | -            | -                                  |
| Mouhammadou Jaiteh | France      | Pivot     | 2017 - 2018 | -              | -            | -                                  |
| Bernard James      | États-Unis  | Pivot     | 2017        | -              | -            | -                                  |
| Willie Jenkins     | États-Unis  | Ailier    | 2008        | -              | -            | -                                  |
| Eugene Jeter       | États-Unis  | Meneur    | 2015        | -              | -            | -                                  |
| Joseph Jones       | États-Unis  | Pivot     | 2016 - 2017 | -              | -            | -                                  |
| Walsh Jordan       | États-Unis  | Meneur    | 2003        | -              | -            | -                                  |
| Dru Joyce          | États-Unis  | Meneur    | 2017 - 2018 | -              | -            | -                                  |
| Pascal Jullien     | France      | Meneur    | 1988 - 1992 | -              | -            | -                                  |

## K
- Haut – A
- B
- C
- D
- E
- F
- G
- H
- I
- J
- K
- L
- M
- N
- O
- P
- Q
- R
- S
- T
- U
- V
- W
- X
- Y
- Z

| Joueur                 | Nationalité | Poste     | Période     | Club précèdent | Club suivant | Titre(s) avec le club / évènements |
| ---------------------- | ----------- | --------- | ----------- | -------------- | ------------ | ---------------------------------- |
| Ville Kaunisto         | Finlande    | Intérieur | 2005 - 2006 | -              | -            | -                                  |
| Clarence Kea           | États-Unis  | Intérieur | 1986 - 1988 | -              | -            | -                                  |
| Ahmadou Keita          | France Mali | Arrière   | 2000 - 2002 | -              | -            | -                                  |
| Tim Kempton            | États-Unis  | Pivot     | 1994 - 1995 | -              | -            | -                                  |
| Gabriel Kennedy        | États-Unis  | Pivot     | 2007 - 2008 | -              | -            | -                                  |
| Irvin Kiffin           | États-Unis  | Pivot     | 1981 - 1982 | -              | -            | -                                  |
| Bienvenu Kindoki       | France      | Ailier    | 1998 - 1999 | -              | -            | -                                  |
| Billy Knight           | États-Unis  | Ailier    | 1985 - 1986 | -              | -            | -                                  |
| J. R. Koch             | États-Unis  | Pivot     | 2001        | -              | -            | -                                  |
| Philippe Koundrioukoff | France      | Arrière   | 1981 - 1982 | -              | -            | -                                  |
| Alexander Kühl         | Allemagne   | Pivot     | 2003        | -              | -            | -                                  |

## L
| Joueur            | Nationalité | Poste     | Période     | Club précèdent | Club suivant | Titre(s) avec le club / évènements |
| ----------------- | ----------- | --------- | ----------- | -------------- | ------------ | ---------------------------------- |
| Mehdi Labeyrie    | France      | Intérieur | 2003 - 2004 | -              | -            | -                                  |
| Victor Ladine     | France      | Arrière   | 2001 - 2003 | -              | -            | -                                  |
| Damien Larribau   | France      | Meneur    | 2018 - 2019 | Élan béarnais  | Dax Gamarde  | -                                  |
| Thomas Larrouquis | France      | Ailier    | 2007 - 2008 | -              | -            | -                                  |
| Dennis Latimore   | États-Unis  | Intérieur | 2006 - 2007 | -              | -            | -                                  |
| Andrew Lavender   | États-Unis  | Meneur    | 2008        | -              | -            | -                                  |
| Pierrick Lazare   | France      | Meneur    | 2004 - 2007 | -              | -            | -                                  |
| Tim Legler        | États-Unis  | Arrière   | 1992        | -              | -            | -                                  |
| Bruno Lejeune     | France      | Arrière   | 1991 - 1992 | -              | -            | -                                  |
| Mileta Lisica     | Yougoslavie | Pivot     | 2002 - 2003 | -              | -            | -                                  |
| Lionel Livio      | France      | Intérieur | 1978 - 1980 | -              | -            | -                                  |
| Robert Lock       | États-Unis  | Pivot     | 1994        | -              | -            | -                                  |
| Sabri Lontadila   | France      | Arrière   | 2012 - 2013 | -              | -            | -                                  |
| Dragan Lukovski   | Serbie      | Meneur    | 2007 - 2009 | -              | -            | -                                  |
| Tautvydas Lydeka  | Lituanie    | Pivot     | 2017 - 2018 | -              | -            | -                                  |

## M
- Haut – A
- B
- C
- D
- E
- F
- G
- H
- I
- J
- K
- L
- M
- N
- O
- P
- Q
- R
- S
- T
- U
- V
- W
- X
- Y
- Z

| Joueur                 | Nationalité              | Poste     | Période                 | Club précèdent | Club suivant          | Titre(s) avec le club / évènements |
| ---------------------- | ------------------------ | --------- | ----------------------- | -------------- | --------------------- | ---------------------------------- |
| Marc M'Bahia           | France Côte d'Ivoire     | Intérieur | 1991 - 1999             | -              | -                     | -                                  |
| Franck Macaire         | France                   | Meneur    | 1987 - 1988             | -              | -                     | -                                  |
| Jean-Baptiste Maille   | France                   | Meneur    | 2017 - 2018             | -              | -                     | -                                  |
| Boško Majstorović      | Serbie & Monténégro      | Pivot     | 2004 - 2005             | -              | -                     | -                                  |
| Cyril Manicord         | France                   | Pivot     | 2004 - 2005             | -              | -                     | -                                  |
| Nenad Marković         | Bosnie-Herzégovine       | Arrière   | 1996 - 1999             | -              | -                     | -                                  |
| Saša Marković          | Grèce Bosnie-Herzégovine | Pivot     | 2008                    | -              | -                     | -                                  |
| Patrice Masseaux       | France                   | Intérieur | 1978 - 1981             | -              | -                     | -                                  |
| Chris Massie           | États-Unis               | Pivot     | 2010 - 2012             | -              | -                     | -                                  |
| Gérard Maza            | France                   | Ailier    | 1975 - 1980             | -              | -                     | -                                  |
| Kyle McAlarney         | États-Unis               | Meneur    | 2011 - 2013             | -              | -                     | -                                  |
| John McCord            | Grande-Bretagne          | Intérieur | 2009 - 2010             | -              | -                     | -                                  |
| Kevin McGee            | États-Unis               | Arrière   | 1990                    | -              | -                     | -                                  |
| Samir Mekdad           | France                   | Meneur    | 2007 - 2008             | -              | -                     | -                                  |
| Franck Mériguet        | France                   | Ailier    | 1991 - 1992 2003 - 2004 | -              | -                     | -                                  |
| Jean-Philippe Méthélie | France                   | Ailier    | 1998 - 2004             | -              | -                     | -                                  |
| Larry Middleton        | États-Unis               | Arrière   | 1995 - 1996             | -              | -                     | -                                  |
| Landon Milbourne       | États-Unis               | Intérieur | 2011 - 2012             | -              | -                     | -                                  |
| Isaiah Miles           | États-Unis               | Arrière   | 2018 - 2019             | Uşak Sportif   | 76ers de Philadelphie | -                                  |
| Branko Milisavljević   | Yougoslavie              | Meneur    | 2001 - 2002             | -              | -                     | -                                  |
| Mark Miller            | États-Unis               | Arrière   | 2002 - 2003             | -              | -                     | -                                  |
| Éric Minard            | France                   | Arrière   | 1980 - 1981             | -              | -                     | -                                  |
| Jean-Michel Mipoka     | France                   | Ailier    | 2011 - 2013             | -              | -                     | -                                  |
| Adrien Moerman         | France                   | Intérieur | 2013 - 2015             | -              | -                     | -                                  |
| Alhaji Mohammed        | Ghana                    | Arrière   | 2008 - 2010             | -              | -                     | -                                  |
| Lionel Moltimore       | États-Unis               | Intérieur | 1977 - 1980             | -              | -                     | -                                  |
| Jacques Monclar        | France                   | Meneur    | 1986 - 1988             | -              | -                     | -                                  |
| José Antonio Montero   | Espagne                  | Meneur    | 1997 - 1998             | -              | -                     | -                                  |
| George Montgomery      | États-Unis               | Intérieur | 1995 - 1996             | -              | -                     | -                                  |
| Jean-Frédéric Morency  | France                   | Ailier    | 2017 - 2018             | -              | -                     | -                                  |
| Glenn Mosley           | États-Unis               | Pivot     | 1982 - 1983             | -              | -                     | -                                  |
| Vincent Mouillard      | France                   | Meneur    | 2008 - 2010             | -              | -                     | -                                  |
| Shekinah Munanga       | Rep. du Congo            | Ailier    | 2016 - 2017             | -              | -                     | -                                  |
| Ed Murphy              | États-Unis               | Arrière   | 1981 - 1985             | -              | -                     | -                                  |

## N
| Joueur            | Nationalité | Poste     | Période                 | Club précèdent | Club suivant | Titre(s) avec le club / évènements |
| ----------------- | ----------- | --------- | ----------------------- | -------------- | ------------ | ---------------------------------- |
| Mustapha N'Doye   | France      | Meneur    | 1994 - 1995             | -              | -            | -                                  |
| Alexandre N'Kembe | France      | Intérieur | 1998 - 1999             | -              | -            | -                                  |
| Éric Narbonne     | France      | Meneur    | 1978 - 1979 1982 - 1983 | -              | -            | -                                  |
| Curtis Nash       | États-Unis  | Arrière   | 2007                    | -              | -            | -                                  |
| Jimmy Nébot       | France      | Pivot     | 2003 - 2004             | -              | -            | -                                  |
| Alex Nelcha       | France      | Intérieur | 2001 - 2003             | -              | -            | -                                  |
| Modibo Niakaté    | France      | Meneur    | 2007 - 2008             | -              | -            | -                                  |
| Edvard Nikitović  | Slovénie    | Pivot     | 2000 - 2001             | -              | -            | -                                  |
| Bruno Ninet       | France      | Arrière   | 1989 - 1990             | -              | -            | -                                  |
| Zamal Nixon       | États-Unis  | Meneur    | 2016                    | -              | -            | -                                  |

## O
- Haut – A
- B
- C
- D
- E
- F
- G
- H
- I
- J
- K
- L
- M
- N
- O
- P
- Q
- R
- S
- T
- U
- V
- W
- X
- Y
- Z

| Joueur             | Nationalité     | Poste     | Période             | Club précèdent | Club suivant | Titre(s) avec le club / évènements |
| ------------------ | --------------- | --------- | ------------------- | -------------- | ------------ | ---------------------------------- |
| Bojan Obradović    | Yougoslavie     | Intérieur | 2002 - 2003         | -              | -            | -                                  |
| Saša Obradović     | Yougoslavie     | Meneur    | 1993                | -              | -            | -                                  |
| Hugues Occansey    | France          | Ailier    | 1983-1988 1995-1998 | -              | -            | -                                  |
| Kevin Oleksiak     | États-Unis      | Arrière   | 2008                | -              | -            | -                                  |
| Alex Oriakhi       | États-Unis      | Pivot     | 2013                | -              | -            | -                                  |
| Joris Ortega       | France          | Meneur    | 2013 - 2014         | -              | -            | -                                  |
| Stéphane Ostrowski | France          | Intérieur | 1985 - 1992         | -              | -            | -                                  |
| Daniel Oyono       | France Cameroun | Intérieur | 2008 - 2009         | -              | -            | -                                  |

## P
| Joueur                | Nationalité | Poste     | Période     | Club précèdent | Club suivant | Titre(s) avec le club / évènements |
| --------------------- | ----------- | --------- | ----------- | -------------- | ------------ | ---------------------------------- |
| Johan Passave-Ducteil | France      | Pivot     | 2008 - 2010 | -              | -            | -                                  |
| J. R. Patrick         | Canada      | Arrière   | 2004        | -              | -            | -                                  |
| Jean-Richard Paul     | France      | Arrière   | 2002 - 2005 | -              | -            | -                                  |
| Mark Payne            | États-Unis  | Arrière   | 2015 - 2016 | -              | -            | -                                  |
| Tom Payne             | États-Unis  | Arrière   | 1980 - 1981 | -              | -            | -                                  |
| London Perrantes      | États-Unis  | Meneur    | 2018        | -              | -            | -                                  |
| Pascal Perrier-David  | France      | Meneur    | 2003        | -              | -            | -                                  |
| Johan Petro           | France      | Pivot     | 2014        | -              | -            | -                                  |
| Derrick Phelps        | États-Unis  | Meneur    | 2002 - 2003 | -              | -            | -                                  |
| Trent Plaisted        | États-Unis  | Pivot     | 2012 - 2015 | -              | -            | -                                  |
| Olivier Pons          | France      | Arrière   | 1995 - 1996 | -              | -            | -                                  |
| Émile Popo            | France      | Intérieur | 1984 - 1987 | -              | -            | -                                  |
| Jean-François Porcher | France      | Arrière   | 1996 - 1997 | -              | -            | -                                  |
| Pierric Poupet        | France      | Meneur    | 2003 - 2004 | -              | -            | -                                  |
| Klemen Prepelič       | Slovénie    | Arrière   | 2016 - 2017 | -              | -            | -                                  |
| Marin Prskalo         | Croatie     | Pivot     | 2005        | -              | -            | -                                  |

## Q
- Haut – A
- B
- C
- D
- E
- F
- G
- H
- I
- J
- K
- L
- M
- N
- O
- P
- Q
- R
- S
- T
- U
- V
- W
- X
- Y
- Z

| Joueur | Nationalité | Poste | Période | Club précèdent | Club suivant | Titre(s) avec le club / évènements |
| ------ | ----------- | ----- | ------- | -------------- | ------------ | ---------------------------------- |
|        |             |       |         |                |              |                                    |

## R
| Joueur             | Nationalité        | Poste     | Période                 | Club précèdent | Club suivant     | Titre(s) avec le club / évènements |
| ------------------ | ------------------ | --------- | ----------------------- | -------------- | ---------------- | ---------------------------------- |
| Andrius Ragauskas  | Lituanie           | Arrière   | 2006 - 2007             | -              | -                | -                                  |
| Radoslav Rančík    | Slovaquie          | Intérieur | 2003                    | -              | -                | -                                  |
| Jérôme Randle      | États-Unis Ukraine | Meneur    | 2017                    | -              | -                | -                                  |
| Johan Rat          | France             | Meneur    | 2002 - 2003             | -              | -                | -                                  |
| Raphaël Raverat    | France             | Meneur    | 1995 - 1997             | -              | -                | -                                  |
| Willie Redden      | France             | Pivot     | 1992 - 1994 1997 - 1998 | -              | -                | -                                  |
| François Renaux    | France             | Arrière   | 2006 - 2010             | -              | -                | -                                  |
| J. R. Reynolds     | États-Unis         | Meneur    | 2013 - 2014             | -              | -                | -                                  |
| Paul Rigot         | France             | Arrière   | 2013 - 2014             | -              | -                | -                                  |
| Rolan Roberts      | États-Unis         | Intérieur | 2007                    | -              | -                | -                                  |
| Dawan Robinson     | États-Unis         | Meneur    | 2006 - 2007             | -              | -                | -                                  |
| Jerome Robinson    | États-Unis         | Arrière   | 2007 - 2008             | -              | -                | -                                  |
| Ludovic Rolland    | France             | Arrière   | 2000 - 2001             | -              | -                | -                                  |
| Didier Rose        | France             | Arrière   | 1978 - 1984             | -              | -                | -                                  |
| Jonathan Rousselle | France             | Meneur    | 2018 - 2019             | Cholet         | CDB Bilbao Berri | -                                  |
| Trevor Ruffin      | États-Unis         | Meneur    | 1996 - 1997             | -              | -                | -                                  |
| Thierry Rupert     | France             | Intérieur | 1999 - 2000             | -              | -                | -                                  |

## S
- Haut – A
- B
- C
- D
- E
- F
- G
- H
- I
- J
- K
- L
- M
- N
- O
- P
- Q
- R
- S
- T
- U
- V
- W
- X
- Y
- Z

| Joueur              | Nationalité    | Poste     | Période     | Club précèdent    | Club suivant | Titre(s) avec le club / évènements |
| ------------------- | -------------- | --------- | ----------- | ----------------- | ------------ | ---------------------------------- |
| Aurélien Salmon     | France         | Intérieur | 2007 - 2011 | -                 | -            | -                                  |
| Samardo Samuels     | Jamaïque       | Pivot     | 2018 - 2019 | Partizan Belgrade | BIG3         | -                                  |
| Jérémy Sarre        | France         | Meneur    | 2005 - 2006 | -                 | -            | -                                  |
| Heiko Schaffartzik  | Allemagne      | Meneur    | 2015 - 2016 | -                 | -            | -                                  |
| Ernest Scott        | États-Unis     | Intérieur | 2016 - 2017 | -                 | -            | -                                  |
| Jean-Michel Sénégal | France         | Meneur    | 1981 - 1986 | -                 | -            | -                                  |
| Jean-Marc Sétier    | France         | Intérieur | 1989 - 1991 | -                 | -            | -                                  |
| Branko Sinđelić     | Yougoslavie    | Intérieur | 2000 - 2002 | -                 | -            | -                                  |
| Chris Smith         | États-Unis     | Meneur    | 1996 - 1997 | -                 | -            | -                                  |
| Clinton Smith       | États-Unis     | Arrière   | 1991        | -                 | -            | -                                  |
| Jamar Smith         | États-Unis     | Arrière   | 2014 - 2015 | -                 | -            | -                                  |
| Karim Souchu        | France         | Ailier    | 2009 - 2011 | -                 | -            | -                                  |
| Jean-Manuel Sousa   | France         | Meneur    | 1983 - 1984 | -                 | -            | -                                  |
| James Southerland   | États-Unis     | Ailier    | 2014 - 2015 | -                 | -            | -                                  |
| Stjepan Stazić      | Autriche       | Ailier    | 1999 - 2000 | -                 | -            | -                                  |
| Sasha Stefanović    | Serbie         | Meneur    | 2007        | -                 | -            | -                                  |
| Paweł Storożyński   | Pologne France | Ailier    | 2005 - 2008 | -                 | -            | -                                  |
| Abbas Sy            | France         | Meneur    | 1994 - 1996 | -                 | -            | -                                  |
| Diamory Sylla       | France         | Intérieur | 2004 - 2006 | -                 | -            | -                                  |
| Gilles Sylvain      | France         | Intérieur | 2002 - 2004 | -                 | -            | -                                  |

## T
| Joueur             | Nationalité          | Poste     | Période     | Club précèdent | Club suivant     | Titre(s) avec le club / évènements |
| ------------------ | -------------------- | --------- | ----------- | -------------- | ---------------- | ---------------------------------- |
| Jordan Taylor      | États-Unis           | Meneur    | 2018 - 2019 | Galatasaray SK | ASVEL            | -                                  |
| Ronnie Taylor      | États-Unis           | Meneur    | 2011        | -              | -                | -                                  |
| Steed Tchicamboud  | France               | Meneur    | 2014        | -              | -                | -                                  |
| Mathieu Tensorer   | France               | Ailier    | 2008 - 2009 | -              | -                | -                                  |
| David Thévenon     | France               | Meneur    | 2004 - 2007 | -              | -                | -                                  |
| Carl Thomas        | États-Unis           | Arrière   | 1999        | -              | -                | -                                  |
| Paul Thompson      | États-Unis           | Ailier    | 1986 - 1987 | -              | -                | -                                  |
| Fernando Tonnella  | Mexique              | Arrière   | 2006        | -              | -                | -                                  |
| Mickaël Toti       | France               | Meneur    | 2007 - 2008 | -              | -                | -                                  |
| Ali Traore         | France Côte d'Ivoire | Pivot     | 2015 - 2016 | -              | -                | -                                  |
| Sambou Traoré      | France Mali          | Intérieur | 2011 - 2013 | -              | -                | -                                  |
| Benoît Tremouille, | France               | Arrière   | 1980 - 1982 | -              | -                | -                                  |
| Kelly Tripucka     | États-Unis           | Ailier    | 1991 - 1992 | -              | -                | -                                  |
| Ángelos Tsámis     | Grèce                | Arrière   | 2012 - 2013 | -              | -                | -                                  |
| Joah Tucker (en)   | États-Unis           | Arrière   | 2007 - 2008 | STB Le Havre   | Saint-Quentin BB | -                                  |

## U
- Haut – A
- B
- C
- D
- E
- F
- G
- H
- I
- J
- K
- L
- M
- N
- O
- P
- Q
- R
- S
- T
- U
- V
- W
- X
- Y
- Z

| Joueur | Nationalité | Poste | Période | Club précèdent | Club suivant | Titre(s) avec le club / évènements |
| ------ | ----------- | ----- | ------- | -------------- | ------------ | ---------------------------------- |
|        |             |       |         |                |              |                                    |

## V
| Joueur            | Nationalité | Poste     | Période                 | Club précèdent | Club suivant | Titre(s) avec le club / évènements |
| ----------------- | ----------- | --------- | ----------------------- | -------------- | ------------ | ---------------------------------- |
| Jeff Varem        | Nigeria     | Ailier    | 2010                    | -              | -            | -                                  |
| Jimmy Vérove      | France      | Arrière   | 1988 - 1990 1992 - 1995 | -              | -            | -                                  |
| Yves-Marie Vérove | France      | Arrière   | 1979 - 1982             | -              | -            | -                                  |
| Georges Vestris   | France      | Pivot     | 1984 - 1990             | -              | -            | -                                  |
| Laurent Vinsou    | France      | Intérieur | 1988 - 1989             | -              | -            | -                                  |
| Benjamin Voisin   | France      | Arrière   | 2006 - 2007             | -              | -            | -                                  |
| Ognjen Vukićević  | Yougoslavie | Ailier    | 2002 - 2003             | -              | -            | -                                  |

## W
- Haut – A
- B
- C
- D
- E
- F
- G
- H
- I
- J
- K
- L
- M
- N
- O
- P
- Q
- R
- S
- T
- U
- V
- W
- X
- Y
- Z

| Joueur                | Nationalité     | Poste     | Période                 | Club précèdent | Club suivant | Titre(s) avec le club / évènements |
| --------------------- | --------------- | --------- | ----------------------- | -------------- | ------------ | ---------------------------------- |
| Ty Walker             | États-Unis      | Pivot     | 2012                    | -              | -            | -                                  |
| Jacques Wampfler      | France Cameroun | Ailier    | 2005 - 2007             | -              | -            | -                                  |
| Brad Wanamaker        | États-Unis      | Meneur    | 2012 - 2013             | -              | -            | -                                  |
| Frédéric Weis         | France          | Pivot     | 1995 - 2000 2009 - 2011 | -              | -            | -                                  |
| Léo Westermann        | France          | Meneur    | 2014 - 2016             | -              | -            | -                                  |
| Mark Wickman          | États-Unis      | Intérieur | 1980 - 1981             | -              | -            | -                                  |
| Mitchell Wiggins      | États-Unis      | Ailier    | 1998 - 1999             | -              | -            | -                                  |
| Donald Williams       | États-Unis      | Arrière   | 2002 - 2003             | -              | -            | -                                  |
| Eric Williams         | États-Unis      | Pivot     | 2013 - 2014             | -              | -            | -                                  |
| Harper Williams       | États-Unis      | Intérieur | 1999 - 2000             | -              | -            | -                                  |
| Mathieu Wojciechowski | France Pologne  | Ailier    | 2015 - 2017             | -              | -            | -                                  |
| DaShaun Wood          | États-Unis      | Meneur    | 2016 - 2017             | -              | -            | -                                  |
| David Wood            | États-Unis      | Pivot     | 1999                    | -              | -            | -                                  |
| Zack Wright           | États-Unis      | Meneur    | 2010 - 2011             | -              | -            | -                                  |

## X
| Joueur | Nationalité | Poste | Période | Club précèdent | Club suivant | Titre(s) avec le club / évènements |
| ------ | ----------- | ----- | ------- | -------------- | ------------ | ---------------------------------- |
|        |             |       |         |                |              |                                    |

## Y
| Joueur        | Nationalité | Poste  | Période     | Club précèdent | Club suivant | Titre(s) avec le club / évènements |
| ------------- | ----------- | ------ | ----------- | -------------- | ------------ | ---------------------------------- |
| Oscar Yebra   | Espagne     | Ailier | 1998 - 1999 | -              | -            | -                                  |
| Danny Young   | États-Unis  | Meneur | 1993 - 1994 | -              | -            | -                                  |
| Michael Young | États-Unis  | Ailier | 1992 - 1995 | -              | -            | -                                  |

## Z
- Haut – A
- B
- C
- D
- E
- F
- G
- H
- I
- J
- K
- L
- M
- N
- O
- P
- Q
- R
- S
- T
- U
- V
- W
- X
- Y
- Z

| Joueur       | Nationalité  | Poste  | Période     | Club précèdent | Club suivant | Titre(s) avec le club / évènements |
| ------------ | ------------ | ------ | ----------- | -------------- | ------------ | ---------------------------------- |
| Jurij Zdovc  | Slovénie     | Meneur | 1992 - 1993 | -              | -            | -                                  |
| Fréjus Zerbo | Burkina Faso | Pivot  | 2011 - 2018 | -              | -            | -                                  |